# John C. Osgood
John Cleveland Osgood (6 de marzo de 1851 - 3 de enero de 1926) fue un empresario estadounidense, relaciomado con la minería del carbón y las fundiciones de hierro. Hombre hecho a sí mismo, creó la Compañía de Combustible y Hierro de Colorado, pero también es conocido como uno de los barones ladrones. Fundó la ciudad de Redstone (Colorado). 

## Biografía

### Primeros años
Osgood nació en Brooklyn, pero se mudó con su padre a Burlington (Iowa) a los 6 años de edad. Tenía una hermana menor, Julia, y un hermano, Charles. Después de que su padre muriera en 1859, fue enviado a Providence (Rhode Island), para vivir con su familia y asistir a la escuela. A los 14 años vivía solo, trabajando en la oficina de una fábrica de algodón, donde adquirió conocimientos comerciales. Se fue a la ciudad de Nueva York a los 16 años y trabajó para una firma de la Comisión de Intercambio de Productos, mientras asistía a la escuela nocturna. Después de tres años allí, regresó al sureste de Iowa como cajero de la White Breast Fuel Company, y más adelante aprendió el negocio bancario como cajero del First National Bank de Burlington. A los 26 años, se hizo cargo de la White Breast Fuel Company.
En el invierno de 1882, Osgood fue enviado a Colorado para investigar los recursos de carbón de ese estado para el Ferrocarril de Chicago, Burlington y Quincy. Visitó cada mina del estado y observó cada detalle. Colorado llevaba siendo un estado menos de seis años, y pocas personas además de John Osgood tuvieron la visión de las posibilidades del carbón de la zona. Comenzó a adquirir los derechos de grandes extensiones de terreno con yacimientos de carbón, y formó la Colorado Fuel Company en 1887. El negocio creció rápidamente, y cinco años después, se fusionó con la Colorado Coal and Iron Company para formar la Colorado Fuel and Iron Company (CF&I), la mayor del estado. La fundición de hierro con sistema Bessemer de Pueblo (Colorado), se convirtió en la sede de la nueva compañía.

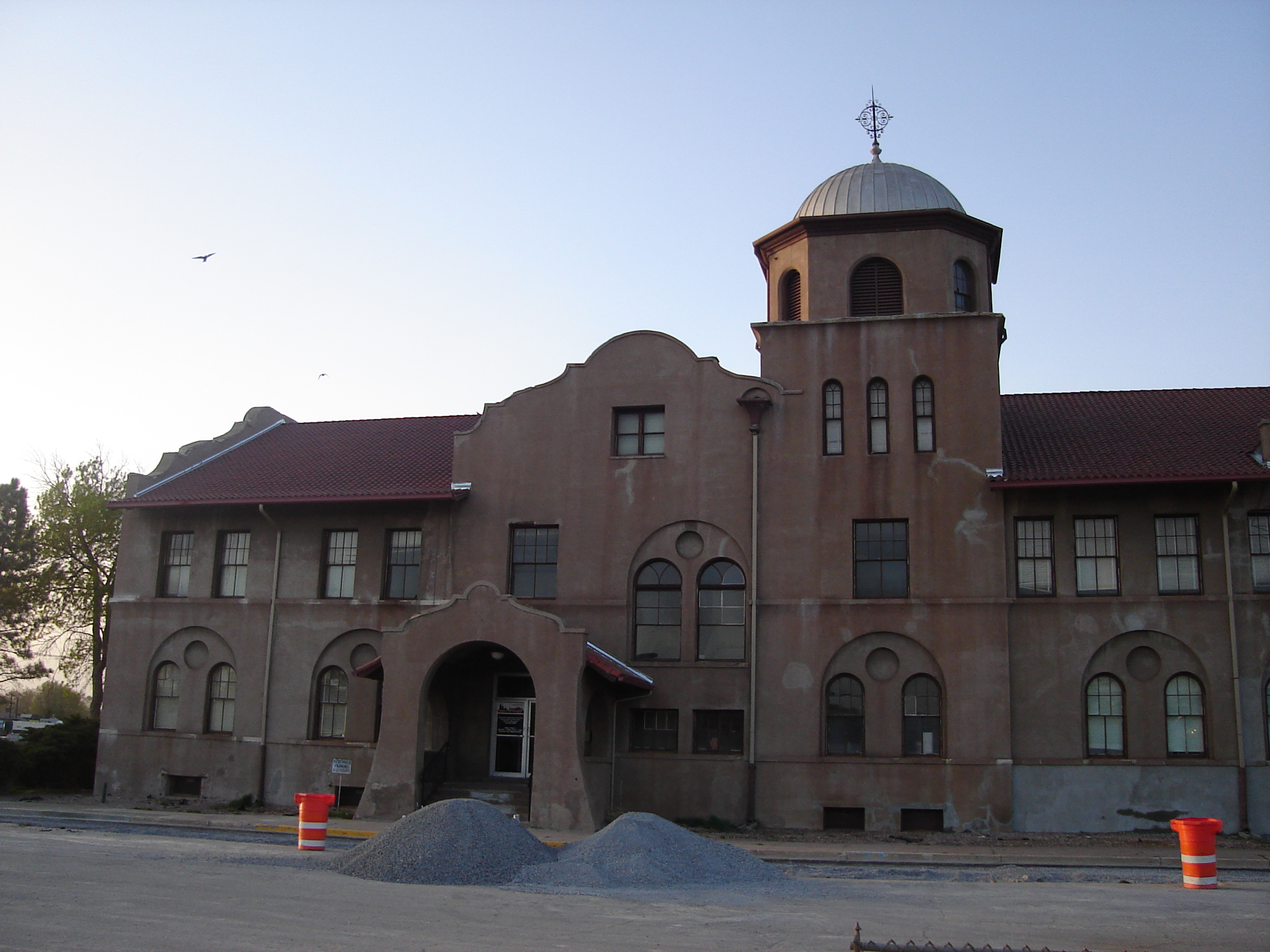
Hospital de la Colorado Fuel and Iron Company

Las huelgas mineras en 1894 y 1901 fueron costosas para la CF&I, que extraía las tres cuartas partes del carbón del estado en 1892. Osgood tuvo que testificar en una audiencia del comité de la Asamblea General de Colorado tras la huelga de 1901. Insistió en que "la gerencia sabía que lo mejor para los mineros y los sindicatos era una amenaza para los Estados Unidos".
Decidió probar la opción del capitalismo de bienestar, que se estaba convirtiendo en un programa popular para eliminar la necesidad de sindicatos y mejorar la imagen de la empresa. En teoría, los trabajadores contentos son más productivos y no hacen huelga. El sistema preveía y controlaba todas las necesidades de los trabajadores. Para abordar las necesidades de atención médica, la CF&I construyó un hospital moderno en Pueblo para el uso de sus empleados en todo el estado.

### Redstone

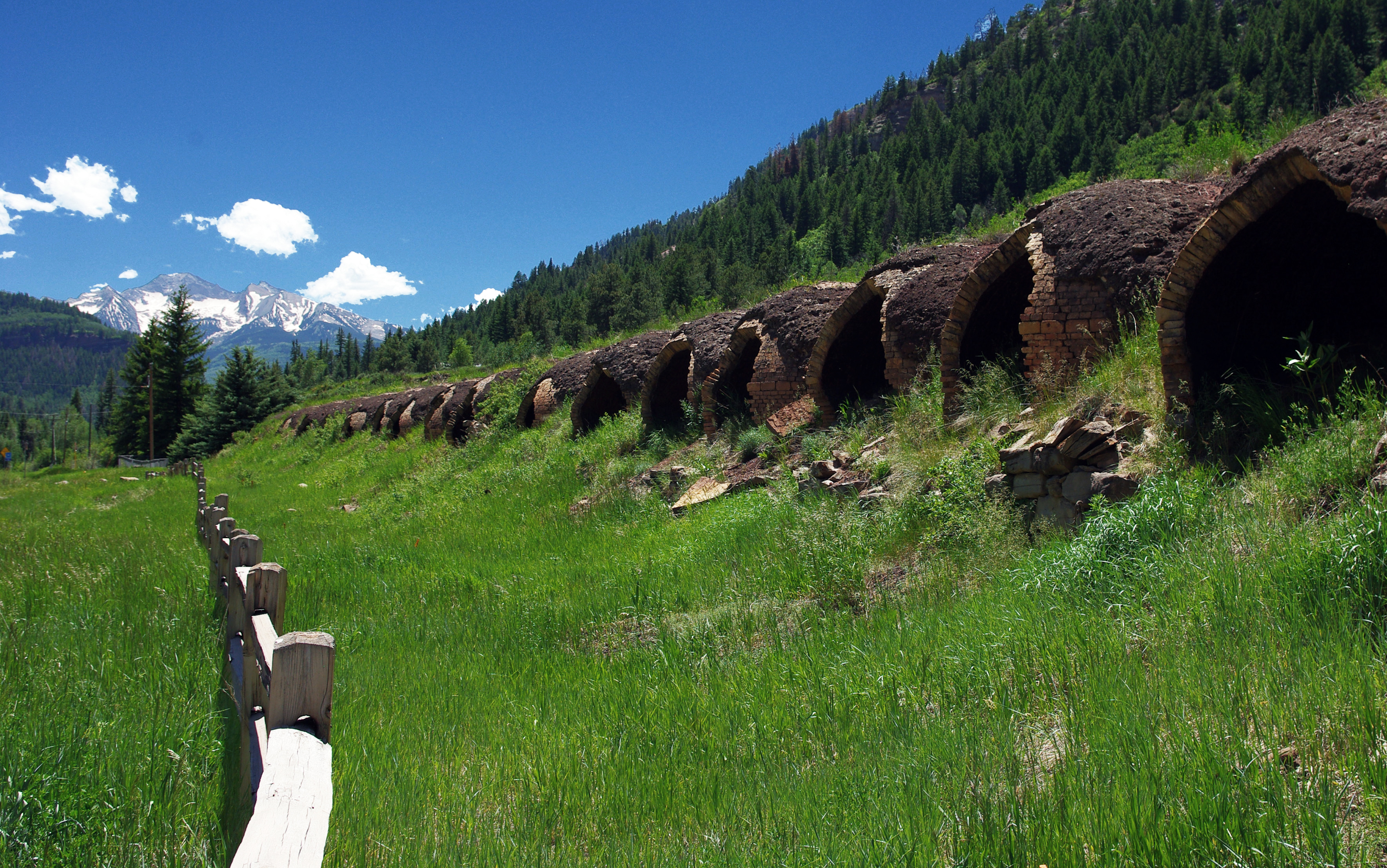
Antiguos hornos de coque

Osgood estableció Redstone (Colorado), a finales del siglo XIX como una ciudad de la compañía. Se construyeron 249 hornos para convertir el carbón en coque. Se construyó el ferrocarril de Crystal River para facilitar el transporte del carbón desde las minas en Coalbasin, a poco más de cuatro millas al oeste, y del coque a las fundiciones situadas en Pueblo.
Redstone se convirtió en el experimento de Osgood para desarrollar el capitalismo de bienestar. En aquel entonces, la vivienda de los trabajadores en las ciudades mineras era por lo general muy precaria; la mayoría de las casas eran chozas mal construidas. Osgood construyó 84 cabañas de estilo chalet suizo (para trabajadores casados) y un dormitorio de 40 habitaciones (para solteros), todas con agua corriente interior y electricidad. 

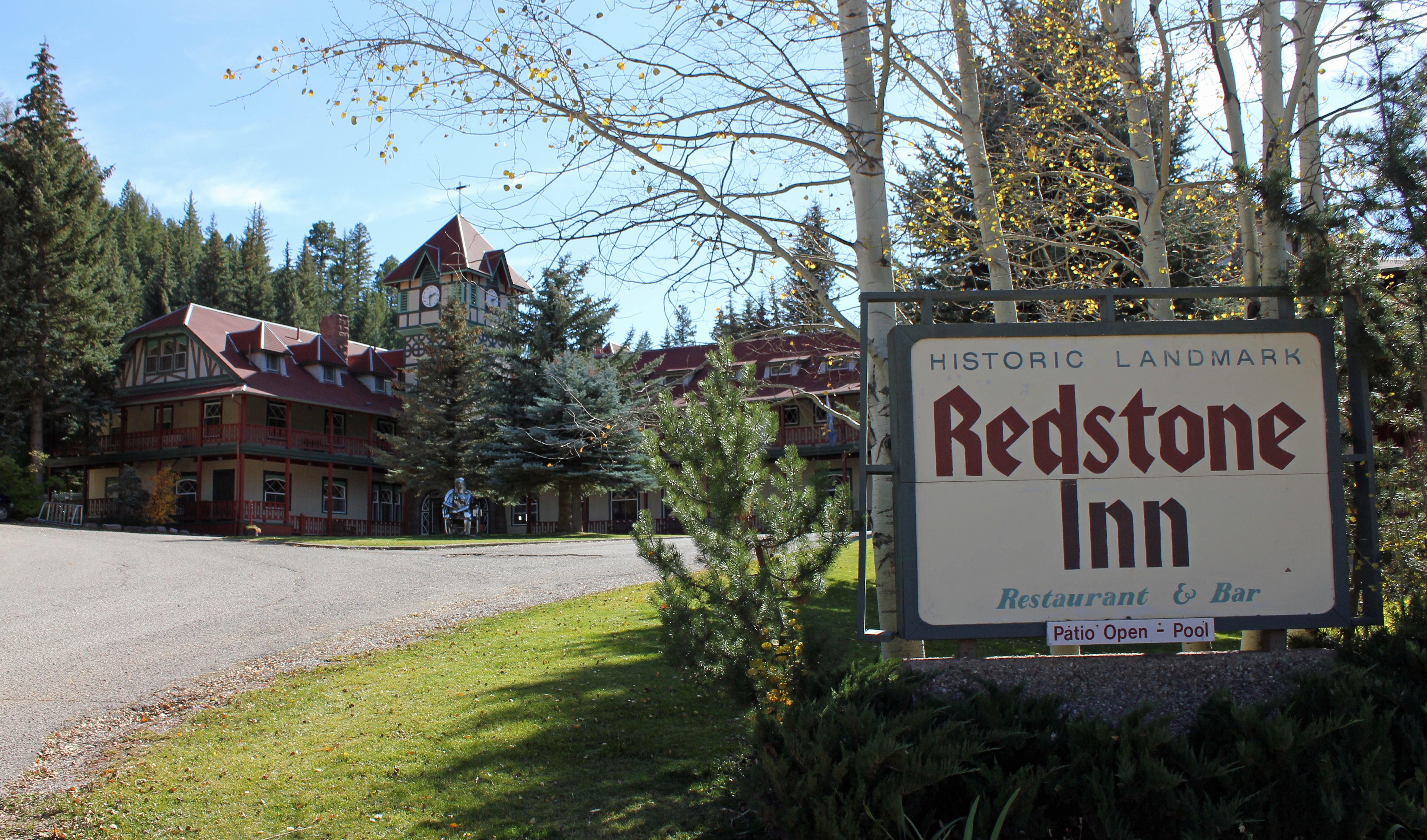
Dormitorio de solteros

Se construyó una escuela para educar a los hijos de los trabajadores, y el Club Redstone se completó en 1902 con un costo de 25.000 dólares (880 mil dólares de hoy). Según un artículo del New York Times, contenía salas de lectura bien surtidas, "con periódicos en diferentes idiomas, lo mejor de los semanarios y revistas". También formaron parte de las instalaciones una biblioteca, un pequeño teatro y una casa de baños. Esta última permitía a los trabajadores ducharse o bañarse y cambiarse de ropa después del trabajo.

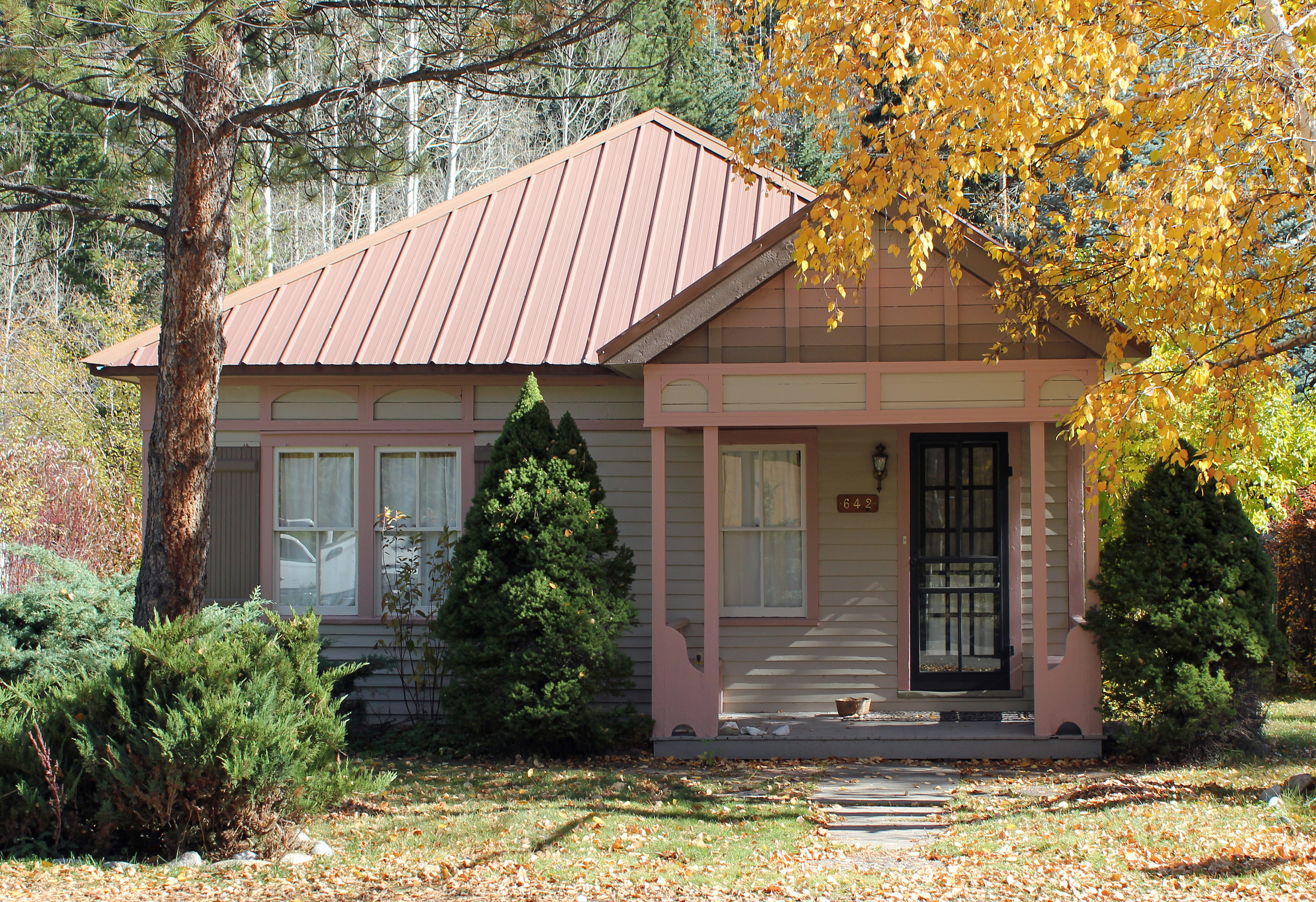
Cabaña suiza estilo chalet

Un salón también era parte del Club, con mesas para jugar a las cartas y mesas de billar, pero se aplicaban reglas específicas estrictamente. Para evitar la embriaguez, la regla de "No tratar" prohibía comprar rondas de bebidas. El único juego permitido eran apuestas de un centavo al póquer y apuestas de diez centavos en los billares.
Otras instalaciones comunitarias incluían un jardín de unos 8100 m², disponible para que cada empleado cultivase vegetales, un granero público para el ganado de los trabajadores y un lavadero para lavar ropa y la ropa de cama.

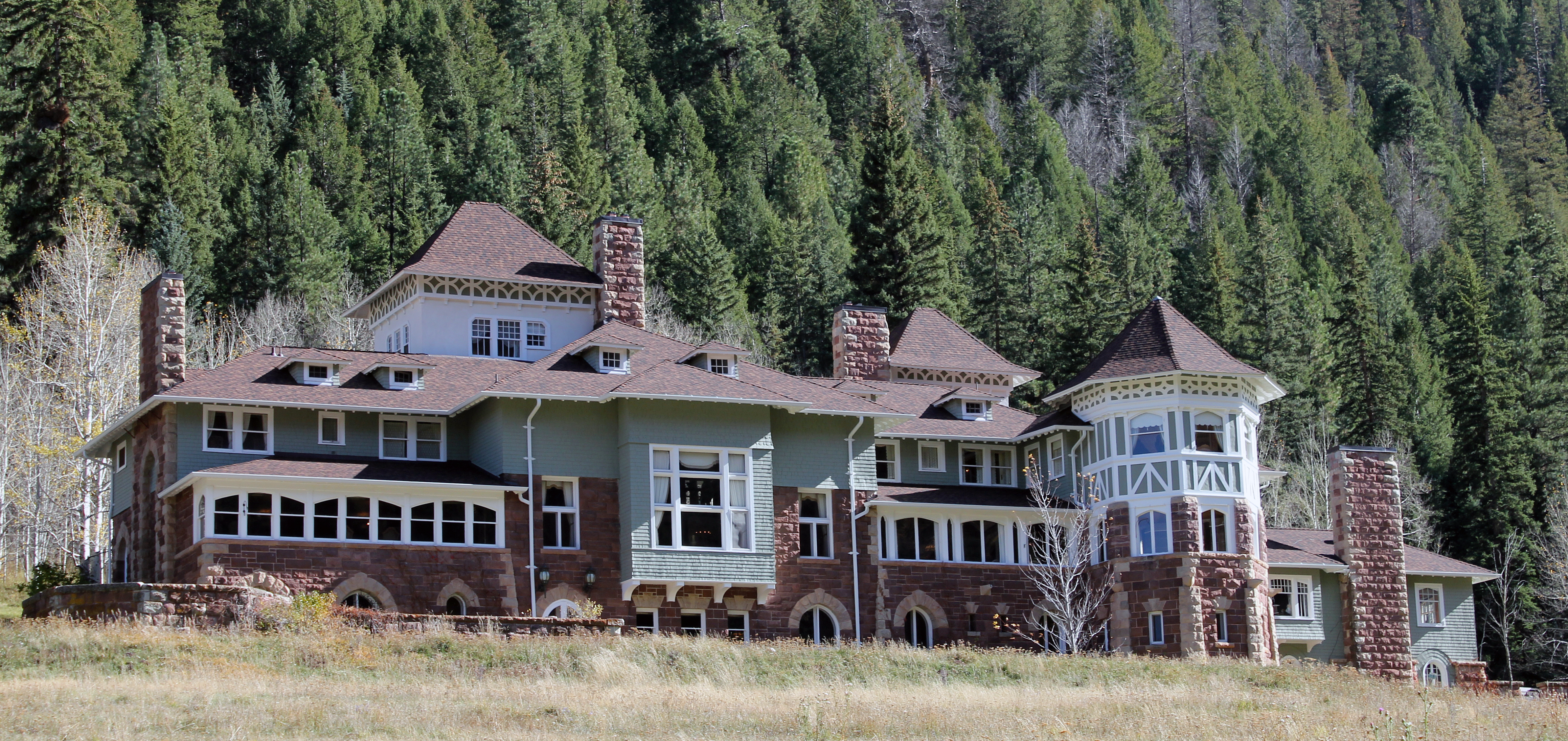
Cleveholm Manor, también conocida como Castillo de Osgood

Una construcción destacada situada a una milla de Redstone es Cleveholm Manor, comúnmente llamada "Redstone Castle" o también "Osgood Castle", una opulenta mansión de estilo Tudor de 42 habitaciones, que Osgood construyó para su segunda esposa, la condesa sueca Alma Regina Shelgrem. La construcción de la residencia de 2200 m 2, diseñada por los arquitectos de Nueva York Boal y Harnois, comenzó en 1897 y se completó en 1901, con un costo de 50.000 dólares (1.76 millones en dólares modernos).

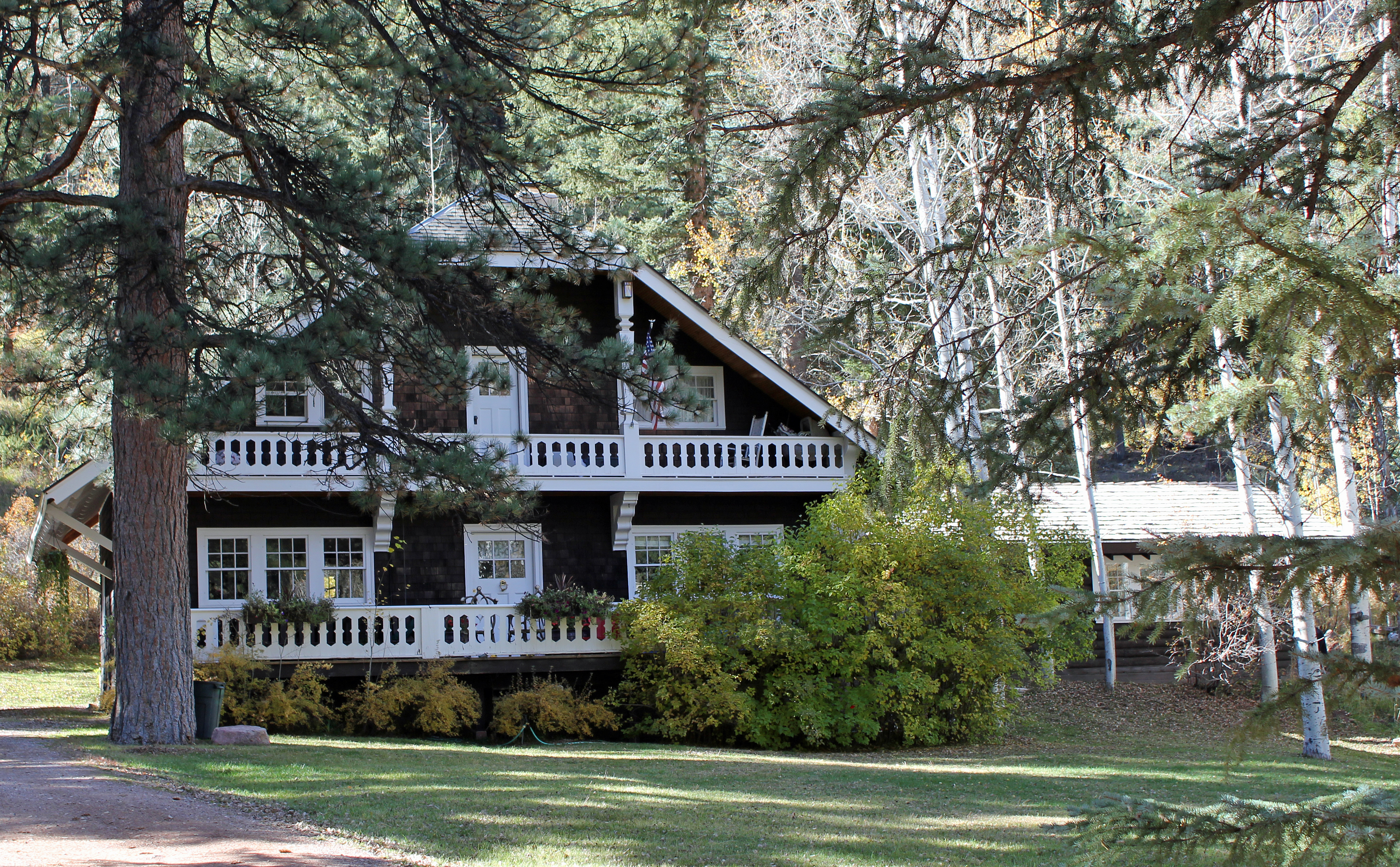
Cabaña del guardabosques

El Castillo era parte de una finca de 72 acres (29,1 ha) que también incluía edificios de servicio, la cabaña del guardabosques, una cochera y un invernadero. Se construyeron dos cabañas para los vigilantes, en los límites norte y sur. Contaba con una perrera, y el establo podía albergar 25 caballos, así como ganado vacuno, cerdos y pollos. La reserva de caza adyacente tenía abundantes venados, alces y carneros canadienses; un estanque estaba disponible para la pesca.

### Pugna accionarial
Una huelga menos radical en otras minas de Colorado dejó a la CF&I debilitada financieramente, pero Osgood defendió con éxito una oferta de adquisición planteada por parte de John W. Gates de Chicago. Sin embargo, el multimillonario John D. Rockefeller y los herederos de Jay Gould finalmente se impusieron en una guerra accionarial resuelta en 1903.
Osgood había perdido el control de la CF&I, pero aún era dueño de la ciudad de Redstone y de su mansión de Cleveholm. La nueva administración de la CF&I no apoyaba los programas sociales, y Osgood se vio obligado a abandonar su experimento, dado que no dedicó tiempo a perpetuar su anterior experiencia en sus nuevos negocios, y nunca se intentaron programas sociales parecidos posteriores. Para combatir la sindicalización, se utilizó de nuevo la violencia para intimidar a los organizadores y miembros del sindicato, se trajeron inmigrantes no cualificados, se contrató a grupos étnicos o raciales que no se agradaban entre sí, se hizo valer la influencia de los propietarios en los gobiernos locales y estatales, y se coludió en contra de los trabajadores de acuerdo con otros operadores de minas.
Después del desastre de la mina Victor American Hastings, de la que era propietario, sus estadías en Cleveholm se volvieron poco frecuentes. La ciudad de Nueva York se convirtió en su residencia principal, pero viajaba con frecuencia, pasaba mucho tiempo en Palm Beach y navegaba por Europa. Su residencia de Cleveholm fue asaltada en 1913.

### Huelga
Se produjo una huelga general en las minas de todo el estado de Colorado en 1913 y 1914. En este momento, John D. Rockefeller Jr. controlaba la CF&I, pero en su mayor parte, era un propietario ausente. 
Las tres compañías mineras más grandes afectadas por el paro, Colorado Fuel and Iron, Victor American y Rocky Mountain Fuel, tenían un comité conjunto para establecer políticas sobre la huelga, pero Osgood era la voz dominante. Organizó una campaña publicitaria para desacreditar a los trabajadores y al sindicato. Presionó al gobernador de Colorado, Elias M. Ammons, para que desplegara la Guardia Nacional en las minas, y después de la huelga, utilizó su influencia para persuadir al poder judicial de llevar ante los tribunales a los huelguistas. Las reformas propuestas por Rockefeller se retrasaron ante la insistencia de Osgood, y Rockefeller siempre sospechó que Osgood estaba tratando de desacreditarle para que le vendiera la propiedad de la CF&I.

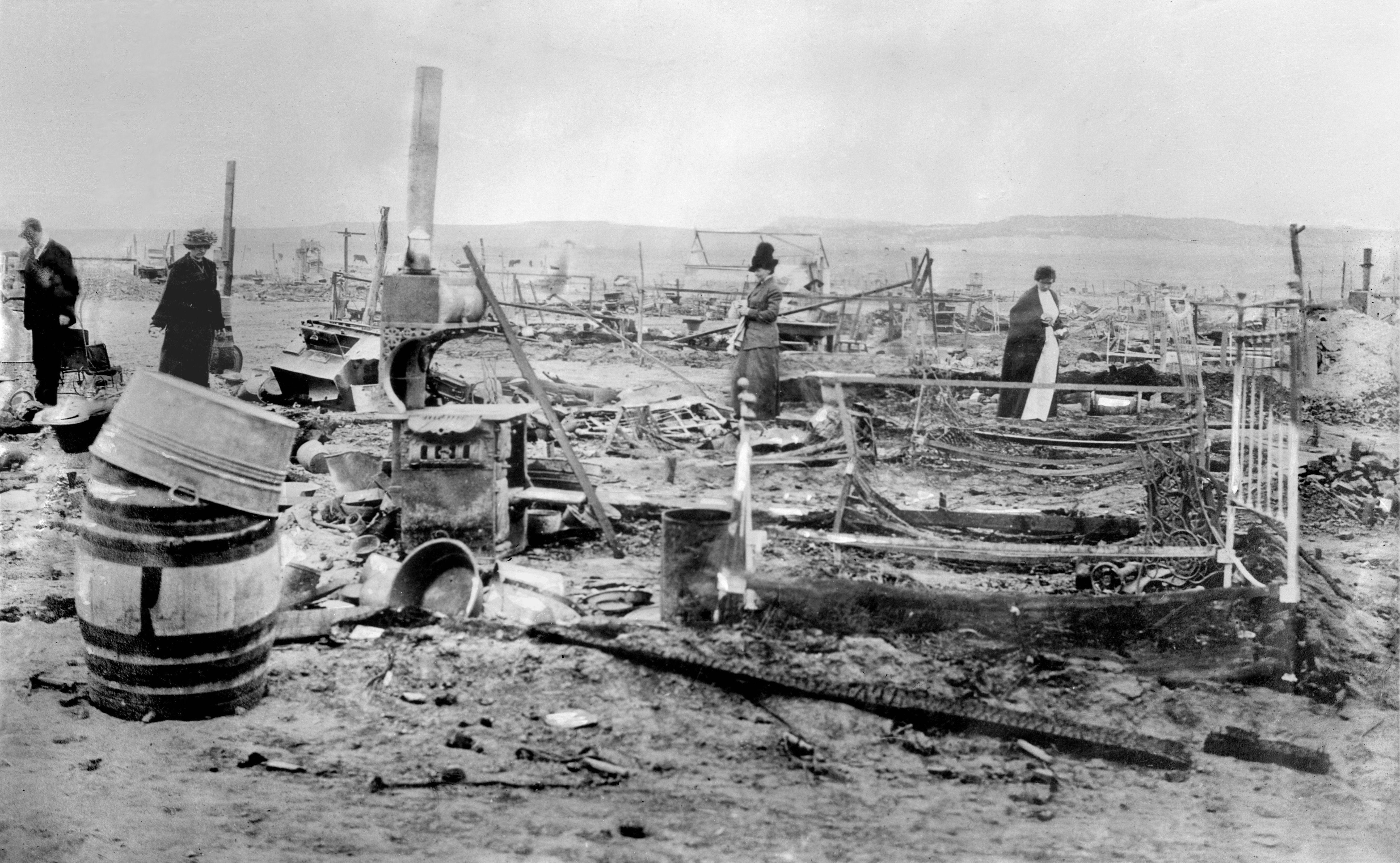
Poblado de tiendas quemado, donde murieron mujeres y niños

Defendiendo sus principios, los trabajadores de la mina se negaron firmemente a negociar con el sindicato o a aceptar el arbitraje del gobierno. En el transcurso de un año, la frustración y la ira en ambos bandos creció hasta el punto de que se produjo la masacre de Ludlow en 1914.
El desastre de la mina Hastings se produjo en 1917, matando a 121 mineros.

### Muerte y legado
Osgood se casó tres veces, pero no tuvo hijos. Con Lucille, su tercera esposa, regresó a Redstone en 1925 cuando le diagnosticaron un cáncer terminal. Murió en Cleveholm en 1926 y sus cenizas se dispersaron por todo el valle del río Crystal. Lucille intentó transformar la propiedad en un centro turístico, pero la Gran Depresión de 1929 hizo fracasar este proyecto.
Cleveholm Manor y la cabaña del guardabosques figuran en el Registro Nacional independientemente, como Osgood Castle y como Osgood Gamekeeper's Lodge, respectivamente. En 2004, el castillo todavía contenía el 75 por ciento de sus muebles originales. El histórico dormitorio de Redstone, que figura de forma independiente en el Registro Nacional como Redstone Inn, ahora funciona como posada del complejo, y ofrece alojamiento durante todo el año. Muchas de las cabañas todavía se utilizan como hogares. Se declaró el Distrito Histórico Redstone Coke Oven, rehabilitándose varias docenas de hornos, algunos de ellos completamente restaurados.